# 法國社會事務及衛生部
法國社会事务及衛生部（法語：Ministère des Solidarités et de la Santé），通称法国衛生部，法国政府内阁的主要部门之一,負責監督法國社會保障系統的衛生保健公共服務和健康保險服務。法国衛生部总部位于迪凱納大街14號。现任衛生部长为奧利弗·韋朗，2020年2月16日上任。

## 機構設置
法國社会事务及衛生部分為以下幾個部門：
- 社會事務部總秘書處
- 社會事務總督察辦公室
- 內閣分部
- 歐洲和國際事務代表團
- 信息與傳播代表團
- 社會凝聚力總處
- 護理服務總處
- 衛生總處
- 法律事務處
- 研究，研究，評估和統計處
- 財務，採購和服務署
- 數字署
- 人力資源署
- 社會保障署